# Branchinella lyrifera
Branchinella lyrifera är en kräftdjursart som beskrevs av Linder 1941. Branchinella lyrifera ingår i släktet Branchinella och familjen Thamnocephalidae. Inga underarter finns listade.